# Beta (växt)
Beta (Beta vulgaris) är en art i familjen amarantväxter. Den växer vilt vid kusterna i Europa, från södra Sverige till Medelhavet.
Det är en köttig ört med en stor förtjockning i området mellan rot och skott (hypokotyl). Blomman är grön.

## Odlade betor
Det finns många odlade former, de delas in i ett antal sortgrupper:
- Foderbeta (B. vulgaris Foderbeta-gruppen)
- Fodersockerbeta (B. vulgaris Fodersockerbeta-gruppen)
- Mangold (B. vulgaris Mangold-gruppen)
- Rödbeta (B. vulgaris Rödbeta-gruppen)
- Sockerbeta (B. vulgaris Sockerbeta-gruppen)